# Elecciones al Senado de Argentina de 1910
Las Elecciones al Senado de la Nación Argentina de 1910 fueron realizadas a lo largo del mencionado año por las Legislaturas de las respectivas provincias para renovar 10 de las 30 bancas del Senado de la Nación. En la Capital Federal el senador fue electo mediante el sistema indirecto de votación, donde se eligieron a 44 electores que luego se reunirián en el Colegio Electoral y proclamarían al senador electo.

## Cargos a elegir
| Provincia           | Senado    | Senado    |
| Provincia           | Senadores | A renovar |
| ------------------- | --------- | --------- |
| Buenos Aires        | 2         | 1         |
| Capital Federal     | 2         | 1         |
| Catamarca           | 2         | 1         |
| Córdoba             | 2         | 1         |
| Corrientes          | 2         | —         |
| Entre Ríos          | 2         | —         |
| Jujuy               | 2         | —         |
| La Rioja            | 2         | —         |
| Mendoza             | 2         | 1         |
| Salta               | 2         | —         |
| San Juan            | 2         | —         |
| San Luis            | 2         | 2         |
| Santa Fe            | 2         | 1         |
| Santiago del Estero | 2         | 1         |
| Tucumán             | 2         | 1         |
| Total               | 30        | 10        |

## Resultados por provincia
| Provincia           | Senador electo           |
| ------------------- | ------------------------ |
| Buenos Aires        | Ignacio Darío Irigoyen   |
| Capital Federal     | Marco Aurelio Avellaneda |
| Catamarca           | Carlos Gregorio Malbrán  |
| Córdoba             | Justiniano Posse         |
| Mendoza             | Emilio Civit             |
| San Luis            | Eriberto Mendoza         |
| San Luis            | Víctor Guiñazú           |
| Santa Fe            | Pedro Antonio Echagüe    |
| Santiago del Estero | Pedro Olaechea y Alcorta |
| Tucumán             | Brígido Terán            |

1. ↑  Falleció el 29 de enero de 1911, lo reemplaza José Camilo Crotto (UCR) el 21 de mayo de 1912. José Camilo Crotto renunció el 1 de mayo de 1918 y no fue reemplazado.

### Capital Federal

#### Elección general
Elección el 6 de marzo de 1910.
|  | 56,12 % |

|  | 43,88 % |

|  | 100 % |

#### Elección parcial
Elección especial para completar para completar el mandato de Marco Aurelio Avellaneda (1910-1919). Se realiza el 7 de abril de 1912.
|  | 26,47 % |

|  | 23,19 % |

|  | 18,29 % |

|  | 13,56 % |

|  | 5,97 % |

|  | 1,51 % |

|  | 11,01 % |

|  | 100 % |

|  | 84,05 % |